# Железопътна гара
Железопътната гара е комплекс от съоръжения, която се използва за безопасно спиране на железопътните влакове с цел качване и слизане на пътници, разтоварване и товарене на стоки.

## Елементи на гарата

### Пътно стопанство
Състои се от съвкупност от железопътни коловози, обединени като правило в паркове. Както парковете, така и коловозите в парковете могат да имат определена специализация, например сортировъчен парк, приемно-изпращащ парк и др. Номерацията на коловозите се извършва над и под главните (по които като правило се пропускат влаковете, които не спират) съответно с четни и нечетни номера.
Коловозите се свързват помежду си със стрелки, които също се номерират с четни номера от едната страна на гарата и с нечетни – от другата. На пътническите гари коловозите могат да бъдат разделени на секции, което позволява приемането на един и същ коловоз едновременно на 2 къси влака от 2-те различни посоки. В този случай към номера се добавя буква, но от гледна точка на структурата на цялата гара даденият коловоз все пак се разглежда като единно цяло.
Полезната дължина на коловоза се ограничава от ограничаващи стълбове и/или семафори. Глухите коловози имат от едната страна специален ограничител и се използват за служебни цели и престой на вагони и локомотиви. Първата българска жп линия е създадена между Русе и Варна през 1866 г.

### Сигнализация и централизация
Системите за сигнализация и централизация са предназначени за управление на движението на влаковете чрез стрелки и семафори.

### Товарно стопанство
Предназначено е за осъществяване на товарни операции и включва товаро-разтоварни коловози, терминали, складове и др.

### Други елементи
Гарова сграда и пътнически перони.

## Градообразуващ фактор
В България около железопътни гари са възникнали някои села и градове.
Първоначално те съществуват под наименованието „гара“. Впоследствие някои от тях, разраснали и развили се икономически и социално, биват преобразувани по действалия тогава законов ред.
Съществувалите при влизането в сила на Закона за административно-териториалното устройство на Република България населени места от вида гари придобиват след влизането му в сила на 14 юли 1995 г. статут на села.
Населени места от вида „гара“ са били, например, Гара Лакатник, Гара Бов, Гара Орешец, гара Пирин, гара Хитрино, гара Кричим и други.

## Архитектурни забележителности
Много железопътни гари са построени с изящна архитектура. Едни от най-красивите сгради на гари по света са:
- В Белгия:
  - Централната гара в Антверпен е дело на белгийския архитект Ван Богерт. Гарата е строена между 1895 и 1905 г., за да замени дървената станция, която обслужвала железопътната връзка с Брюксел. Обновлението на сградата започва през 1998 г и завършва през 2007 г. Частта от гарата, където са платформите за влаковете, е покрита с метал и стъкло.
  - Железопътната гара в Льовен.
- В България: Централните железопътни гари в София, Русе, Пловдив, Варна, Бургас и др.

- В Германия:
  - Железопътните гари в Бремен и Лайпциг;
  - Неокласическата жп гара във Висбаден, по-малкото копие на жп гара Франкфурт;
  - Главната жп гара на Берлин;
  - Централната гара в Дюселдорф;
  - Железопътната гара Deutsche Bahn Hauptbahnhof в Кьолн.
- Във Франция:
  - Централната гара в пристанищния град Ла Рошел;
  - Ретрогарата и жп гарата Сен Жан с главната стъклена зала в Бордо.
- Гара Инсбруг, (Австрия), проектирана от Заха Хадид;
- Железопътния терминал Сиркечи в Истанбул с историческа сграда в османски архитектурен стил.
- Железопътната станция на Каназава, Япония
- Старата железопътна гара на Куала Лумпур в Малайзия. Проектирана е от британския архитект A. Б. Хъбок в уникалния англо-азиатски архитектурен стил. Построена е през 1910 – 1911 г. като мавританска смесица от кули, минарета, колони, куполи и арки.  Административната сграда на жп гарата е построена през 1917 г. Мрежата Rapid Rail включва две линии на лекото метро, като монорелсовата линия KL е другият основен компонент на мрежата.

- Старата ЖП гара на Куала Лумпур
- Салон от ЖП гарата на Куала Лумпур
- Гарата на кметството на Сидни с часовниковата кула.
- Чакалнята на ЖП гарата на Сидни

- Централната железопътна гара в Сидни е транспортен център на обществения превоз. Часовниковата кула е доста лесно разпознаваема и видима отдалеч.